# 灵嵩寺石窟
郝北寿圣寺，位于中华人民共和国山西省晋中市寿阳县解愁乡阳摩寺村，已列为山西省文物保护单位。

## 保护
2021年8月4日，郝北寿圣寺由山西省人民政府公布为第六批山西省文物保护单位，编号6-367。